# Kenessa Panevėžys

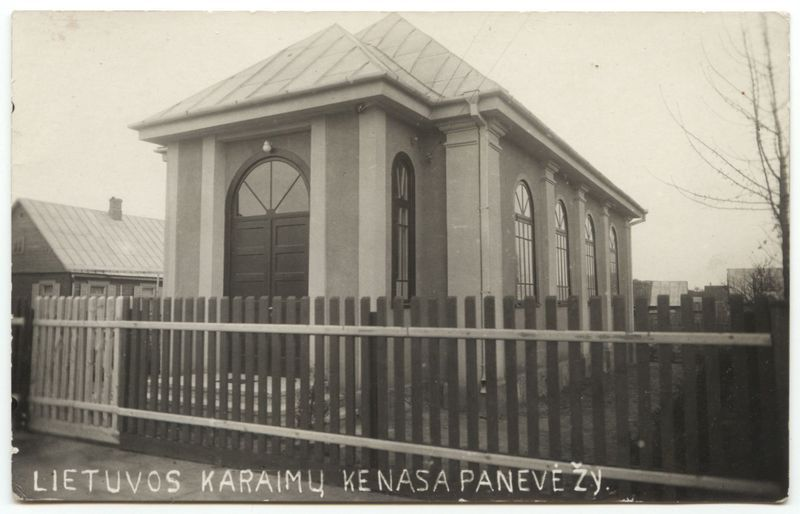
Bild von 1939

Die Kenessa Panevėžys war die Synagoge der Karäer in Panevėžys in Litauen. Die hölzerne Kenessa wurde im 18./19. Jahrhundert gebaut. Die Eigentümer wurden 1953 von den sowjetischen Behörden enteignet, das Gebäude zweckentfremdet und später an die rechtmäßigen Eigentümer nicht zurückgegeben. Das Gebäude beherbergte während der sowjetischen Zeit eine Näherei, dann einen Tanzsaal und schließlich eine Werkstatt der Dailė-Herstellungsfabrik in Kaunas. 1970 wurde das Gebäude abgerissen und man begann mit dem Aufbau eines, in der Region typischen, mehrstöckigen Hauses, das von Familien der Sowjetarmeesoldaten bewohnt wurde. 
Im Jahr 1995 brachten die Karäer und die Stadtgemeinde Panevėžys am Ort einen Gedenkstein an.